# 29992 Yasminezubi
29992 Yasminezubi è un asteroide della fascia principale. Scoperto nel 2000, presenta un'orbita caratterizzata da un semiasse maggiore pari a 2,7232730 UA e da un'eccentricità di 0,0920496, inclinata di 4,79130° rispetto all'eclittica.